# クリスティアン・ビエリク
クリスティアン・ビエリク（ポーランド語: Krystian Bielik, 1998年1月4日 - ）は、ポーランド・コニン出身のサッカー選手。EFLチャンピオンシップ・ウェスト・ブロムウィッチ・アルビオンFC所属。ポーランド代表。ポジションはミッドフィルダー、ディフェンダー。

## 経歴

### クラブ
故郷のグールニク・コニン でキャリアをスタートさせ、2012年にレフ・ポズナンのアカデミーへと引き抜かれた。2014年にはポーランドU-17代表に選出された。
しかしながら同年1月、ビエリクはレフ・ポズナンの最大のライバル、レギア・ワルシャワへ₤8,800で移籍した。8月24日のコロナ・キェルツェ戦で、エクストラクラサデビューを飾った。
2015年1月、アーセナルへ移籍することが決まった。
2019年8月2日、ダービー・カウンティと5年契約を結んだ。
2025年8月14日、ウェスト・ブロムウィッチ・アルビオンFCに完全移籍し3年契約を結んだ。

### 代表
母国開催となったUEFA U-21欧州選手権2017では参加メンバーに選ばれるも、プレー機会は無かった。
次回大会のUEFA U-21欧州選手権2019では2試合に出場した。
2019年9月、UEFA EURO 2020予選を前にフル代表に初召集された。9月6日のスロベニア戦で70分から途中出場しデビューを果たした。

## 代表歴

### 出場大会
- ポーランド代表
  - 2022 FIFAワールドカップ

### 試合数
- 国際Aマッチ 11試合 0得点（2019年-）[9]

| ポーランド代表 | 国際Aマッチ | 国際Aマッチ |
| 年             | 出場        | 得点        |
| -------------- | ----------- | ----------- |
| 2019           | 3           | 0           |
| 2020           | 0           | 0           |
| 2021           | 0           | 0           |
| 2022           | 6           | 0           |
| 2023           | 2           | 0           |
| 通算           | 11          | 0           |